# Elaeagnus bambusetorum
Elaeagnus bambusetorum là một loài thực vật có hoa trong họ Elaeagnaceae. Loài này được Hand.-Mazz. mô tả khoa học đầu tiên năm 1933.